# Sân bay Guerrero Negro
Sân bay Guerrero Negro (IATA: GUB, ICAO: MMGR, LID FAA: MM58) là một sân bay nằm 6 km về phía bắc của Guerrero Negro, Baja California Sur, México. Sân bay này có một đường băng dài 2199 m rải asphalt.

## Các hãng hàng không và các tuyến điểm
- Aéreo Servicio Guerrero (Ensenada, Guaymas, Hermosillo, Isla de Cedros)

## Previous Airlines
- Aero Cedros (Ensenada, Guerrero Negro)
- Aeroméxico
  - Aeroméxico Connect (Hermosillo)